# Single numer jeden w roku 1983 (Japonia)
Notowanie Weekly Singles Chart (jap. 週間シングルチャート Shūkan Shinguru Chāto) przedstawia najlepiej sprzedające się single w Japonii. Publikowane jest ono przez magazyn Oricon Style, a dane kompletowane są przez Oricon w oparciu o cotygodniowe wyniki sprzedaży fizycznej singli. Poniżej znajdują się tabele prezentujące najpopularniejsze single w danych tygodniach w roku 1983.

## Oricon Weekly Singles Chart
| Data            | Utwór                                                                             | Wykonawca          | Źródło |
| --------------- | --------------------------------------------------------------------------------- | ------------------ | ------ |
| 3 stycznia      | „3-nen me no uwaki” (jap. 3年目の浮気)                                            | Hiroshi & Kibo     | [ 1 ]  |
| 10 stycznia     | „3-nen me no uwaki” (jap. 3年目の浮気)                                            | Hiroshi & Kibo     | [ 1 ]  |
| 17 stycznia     | „Second Love” (jap. セカンド・ラブ)                                               | Akina Nakamori     | [ 1 ]  |
| 24 stycznia     | „Second Love” (jap. セカンド・ラブ)                                               | Akina Nakamori     | [ 1 ]  |
| 31 stycznia     | „Midnight Station” (jap. ミッドナイト・ステーション)                              | Masahiko Kondō     | [ 1 ]  |
| 7 lutego        | „Midnight Station” (jap. ミッドナイト・ステーション)                              | Masahiko Kondō     | [ 1 ]  |
| 14 lutego       | „Himitsu no hanazono” (jap. 秘密の花園)                                           | Seiko Matsuda      | [ 1 ]  |
| 21 lutego       | „Himitsu no hanazono” (jap. 秘密の花園)                                           | Seiko Matsuda      | [ 1 ]  |
| 28 lutego       | „Pierrot” (jap. ピエロ)                                                           | Toshihiko Tahara   | [ 1 ]  |
| 7 marca         | „1/2 no shinwa” (jap. 1/2の神話)                                                  | Akina Nakamori     | [ 1 ]  |
| 14 marca        | „1/2 no shinwa” (jap. 1/2の神話)                                                  | Akina Nakamori     | [ 1 ]  |
| 21 marca        | „1/2 no shinwa” (jap. 1/2の神話)                                                  | Akina Nakamori     | [ 1 ]  |
| 28 marca        | „1/2 no shinwa” (jap. 1/2の神話)                                                  | Akina Nakamori     | [ 1 ]  |
| 4 kwietnia      | „1/2 no shinwa” (jap. 1/2の神話)                                                  | Akina Nakamori     | [ 1 ]  |
| 11 kwietnia     | „1/2 no shinwa” (jap. 1/2の神話)                                                  | Akina Nakamori     | [ 1 ]  |
| 18 kwietnia     | „Yagiri no watashi” (jap. 矢切の渡し)                                             | Takashi Hosokawa   | [ 1 ]  |
| 25 kwietnia     | „Yagiri no watashi” (jap. 矢切の渡し)                                             | Takashi Hosokawa   | [ 1 ]  |
| 2 maja          | „Yagiri no watashi” (jap. 矢切の渡し)                                             | Takashi Hosokawa   | [ 1 ]  |
| 9 maja          | „Manatsu no ichibyō” (jap. 真夏の一秒)                                            | Masahiko Kondō     | [ 1 ]  |
| 16 maja         | „Tengoku no Kiss” (jap. 天国のキッス)                                             | Seiko Matsuda      | [ 1 ]  |
| 23 maja         | „Megumi no hito” (jap. め組のひと)                                                | Rats & Star        | [ 1 ]  |
| 30 maja         | „Shower na kibun” (jap. シャワーな気分)                                           | Toshihiko Tahara   | [ 1 ]  |
| 6 czerwca       | „Tantei monogatari/Sukoshi dake yasashiku” (jap. 探偵物語/すこしだけやさしく)     | Hiroko Yakushimaru | [ 1 ]  |
| 13 czerwca      | „Tantei monogatari/Sukoshi dake yasashiku” (jap. 探偵物語/すこしだけやさしく)     | Hiroko Yakushimaru | [ 1 ]  |
| 20 czerwca      | „Tantei monogatari/Sukoshi dake yasashiku” (jap. 探偵物語/すこしだけやさしく)     | Hiroko Yakushimaru | [ 1 ]  |
| 27 czerwca      | „Tantei monogatari/Sukoshi dake yasashiku” (jap. 探偵物語/すこしだけやさしく)     | Hiroko Yakushimaru | [ 1 ]  |
| 4 lipca         | „Tantei monogatari/Sukoshi dake yasashiku” (jap. 探偵物語/すこしだけやさしく)     | Hiroko Yakushimaru | [ 1 ]  |
| 11 lipca        | „Tantei monogatari/Sukoshi dake yasashiku” (jap. 探偵物語/すこしだけやさしく)     | Hiroko Yakushimaru | [ 1 ]  |
| 18 lipca        | „Tantei monogatari/Sukoshi dake yasashiku” (jap. 探偵物語/すこしだけやさしく)     | Hiroko Yakushimaru | [ 1 ]  |
| 25 lipca        | „Tameiki Rockabilly” (jap. ためいきロ・カ・ビ・リー)                              | Masahiko Kondō     | [ 1 ]  |
| 1 sierpnia      | „Tameiki Rockabilly” (jap. ためいきロ・カ・ビ・リー)                              | Masahiko Kondō     | [ 1 ]  |
| 8 sierpnia      | „Tameiki Rockabilly” (jap. ためいきロ・カ・ビ・リー)                              | Masahiko Kondō     | [ 1 ]  |
| 15 sierpnia     | „Glass no ringo/SWEET MEMORIES” (jap. ガラスの林檎/SWEET MEMORIES)                | Seiko Matsuda      | [ 1 ]  |
| 22 sierpnia     | „Saraba... Natsu” (jap. さらば‥夏)                                                | Toshihiko Tahara   | [ 1 ]  |
| 29 sierpnia     | „Saraba... Natsu” (jap. さらば‥夏)                                                | Toshihiko Tahara   | [ 1 ]  |
| 5 września      | „Flashdance... What a Feeling” (jap. フラッシュダンス…ホワット・ア・フィーリング) | Irene Cara         | [ 1 ]  |
| 12 września     | „Flashdance... What a Feeling” (jap. フラッシュダンス…ホワット・ア・フィーリング) | Irene Cara         | [ 1 ]  |
| 19 września     | „Kinku” (jap. 禁区)                                                               | Akina Nakamori     | [ 1 ]  |
| 26 września     | „CAT’S EYE”                                                                       | Anri               | [ 1 ]  |
| 3 października  | „CAT’S EYE”                                                                       | Anri               | [ 1 ]  |
| 10 października | „CAT’S EYE”                                                                       | Anri               | [ 1 ]  |
| 17 października | „CAT’S EYE”                                                                       | Anri               | [ 1 ]  |
| 24 października | „CAT’S EYE”                                                                       | Anri               | [ 1 ]  |
| 31 października | „Glass no ringo/SWEET MEMORIES”                                                   | Seiko Matsuda      | [ 1 ]  |
| 7 listopada     | „Hitomi wa Diamond/Aoi Photograph” (jap. 瞳はダイアモンド/蒼いフォトグラフ)       | Seiko Matsuda      | [ 1 ]  |
| 14 listopada    | „Royal Straight Flash” (jap. ロイヤル・ストレート・フラッシュ)                    | Masahiko Kondō     | [ 1 ]  |
| 21 listopada    | „Hitomi wa Diamond/Aoi Photograph”                                                | Seiko Matsuda      | [ 1 ]  |
| 28 listopada    | „Loving” (jap. エル・オー・ヴイ・愛・N・G Eru Ō Vi Ai N G)                        | Toshihiko Tahara   | [ 1 ]  |
| 5 grudnia       | „Loving” (jap. エル・オー・ヴイ・愛・N・G Eru Ō Vi Ai N G)                        | Toshihiko Tahara   | [ 1 ]  |
| 12 grudnia      | „Loving” (jap. エル・オー・ヴイ・愛・N・G Eru Ō Vi Ai N G)                        | Toshihiko Tahara   | [ 1 ]  |
| 19 grudnia      | „Love Is Over” (jap. ラヴ・イズ・オーヴァー)                                      | Ouyang Fei Fei     | [ 1 ]  |
| 26 grudnia      | „Love Is Over” (jap. ラヴ・イズ・オーヴァー)                                      | Ouyang Fei Fei     | [ 1 ]  |